# Perle Lama
Pour les articles homonymes, voir Lama.
Perle Lama est une chanteuse de zouk et de RnB, née le 20 janvier 1984 à Fort-de-France en Martinique.

## Biographie
Perle Lama a 3 ans quand elle chante dans les chorales d’églises et sur scène avec les membres de l’église. Elle remporte le premier prix du concours JM Harmony destiné à révéler de jeunes talents aux Antilles en reprenant le tube de Queen Bohemian Rhapsody. Son succès lui permet d’enregistrer son premier album de 8 titres intitulé Challenger's. Le disque s’écoulera à plus de 20 000 exemplaires dans les îles et le premier titre extrait, Akwarel la sé taw, sera couronné par le prix SACEM du Meilleur Zouk de l'année 2000.
Dans la foulée, Perle enregistre Séré mwen en duo avec Thierry Cham. 
Elle sort un 2e album, Perle etc. en 2001. En 2002, la jeune artiste participe au casting de Popstars sur M6 mais n'est pas retenue pour participer à la finale. Ce qui ne l'empêchera pas d'être sollicitée et de donner de la voix sur de nombreuses compilations (Zouk Sensations, More Vibes).
Après une dizaine de compilations, des duos avec des artistes caribéens et deux Prix Sacem de la Meilleure Interprète Féminine en 2003 et 2006.
Elle sort son album Mizikasoleil en 2006. Ce 3e opus, où l'on retrouve toutes ses influences musicales Soul, Reggae et R'n'B, contient trois singles à succès comme:  Emmène-Moi Avec Toi, Aime-Moi Plus Fort et Elle Et Toi.
En 2011, elle dénonce l'attitude de certains organisateurs de spectacle qui utilisent son image et son nom pour remplir leurs manifestations puis la contacte pour annuler à la dernière minute sans la payer ou la dédommager. Elle doit se reconvertir en animatrice radio, le temps de se refaire une santé financière.
En 2014 elle participe au projet Femmes Fatales au côté de Soumia et d'autres artistes.
Depuis avril 2021, elle devient la nouvelle coach sportive de l'émission Fitness Island sur Trace TV. Elle crée le concept Lagigafam pour les femmes pour qui le maintien physique et le positif mindset passent par le sport. Son single Djen djen est en lien avec cette activité et concerne les hommes qui jouent les séducteurs, les serials lovers.
En 2022, Perle est animatrice dans le club Pierre et Vacance de Sainte Luce en Martinique.
En mars 2024, elle est victime de revenge porn de la part de son ex-compagnon. Elle porte plainte contre lui en conséquence.

## Discographie

### Singles
- 1999 : Réel love (Sweet Time)
- 2004 : Baby mwen inmew (Feat. Fuckly)
- 2005 : Viens avec moi (Feat. Krys)
- 2006 : Emmène-moi avec toi
- 2006 : Aime-moi plus fort
- 2007 : Elle et toi
- 2009 : Si fort
- 2010 : Garder espoir (Feat. Chem's)
- 2010 : Femmes du monde
- 2010 : You and me (Feat. Saël)
- 2011 : Baby ne t'en vas pas
- 2013 : Tous avec les filles (Feat. Moussier Tombola, Admiral T  & Myriam Abel)
- 2013 : La fièvre du zouk love
- 2014 : Femmes fatales 7 (Feat. Soumia)
- 2015 : I'm blessed
- 2017 : Fanm matinik
- 2021 : Djen djen